# Distrito de Versalles
El distrito de Versalles es un distrito (en francés arrondissement) de Francia, que se localiza en el departamento de Yvelines, de la región de Isla de Francia (en francés Île-de-France). Cuenta con 10 cantones y 19 comunas.

## División territorial

### Cantones
Los cantones del distrito de Versailles son:
1. Cantón de Le Chesnay
2. Cantón de Montigny-le-Bretonneux
3. Cantón de Plaisir
4. Cantón de Saint-Cyr-l'École
5. Cantón de Trappes
6. Cantón de Vélizy-Villacoublay
7. Cantón de Versailles-Nord
8. Cantón de Versailles-Nord-Ouest
9. Cantón de Versailles-Sud
10. Cantón de Viroflay

### Comunas
| 1. Bois-d'Arcy (78073)          | 2. Buc (78117)                     | 3. Le Chesnay (78158)           | 4. Châteaufort (78143)   |
| 5. Les Clayes-sous-Bois (78165) | 6. Fontenay-le-Fleury (78242)      | 7. Guyancourt (78297)           | 8. Jouy-en-Josas (78322) |
| 9. Les Loges-en-Josas (78343)   | 10. Montigny-le-Bretonneux (78423) | 11. Plaisir (78490)             | 12. Rocquencourt (78524) |
| 13. Saint-Cyr-l'École (78545)   | 14. Thiverval-Grignon (78615)      | 15. Toussus-le-Noble (78620)    | 16. Trappes (78621)      |
| 17. Versalles (78646)           | 18. Viroflay (78686)               | 19. Vélizy-Villacoublay (78640) |                          |